# Thomas Souverbie
Pour les articles homonymes, voir Souverbie.

a Compétitions nationales et continentales officielles uniquement.

b Matchs officiels uniquement.
Dernière mise à jour le 14 juin 2025.
Thomas Souverbie, né le 28 juin 2004 à Pau (Pyrénées-Atlantiques), est un joueur français de rugby à XV évoluant aux postes de demi de mêlée et d'ouvreur avec la Section paloise.

## Biographie

### Jeunesse et formation
Thomas Souverbie naît le 28 juin 2004 à Pau. Il commence le rugby à XV en 2009 à l'Avenir de Bizanos, où il évolue jusqu'en catégorie cadets. En 2017, il rejoint le centre de formation de la Section paloise, intégrant son centre de formation. Formé au poste de demi d'ouverture, il est repositionné en demi de mêlée par Mikaël Drouard.
En janvier 2023, il est convoqué avec l'équipe de France des moins de 20 ans pour un stage de préparation à Capbreton en vue du Tournoi des Six Nations des moins de 20 ans. Six jours plus tard, il est titulaire lors d'une victoire contre l'Italie dans un match non officiel. Thomas Souverbie est sélectionné pour le Tournoi, mais ne participe à aucune rencontre de la compétition.

### Carrière professionnelle
Thomas Souverbie participe au Supersevens 2023 avec la Section paloise. Il débute en équipe première avec l'équipe professionnelle de la Section paloise lors de la saison 2023-2024, disputant son premier match le 9 décembre 2023 lors de la première journée de Challenge Cup. Souverbie entre en jeu à la 64e minute, remplaçant Thibault Daubagna lors d'un match contre les Sharks, au Kings Park Stadium. Malgré la lourde défaite, Souverbie et les jeunes de la Section acquièrent de l’expérience face à des joueurs titrés lors de la Coupe du monde 2023. Le 28 janvier 2024, il est inclus dans un groupe de vingt-six joueurs pour la première journée du Tournoi des Six Nations des moins de 20 ans 2024. Thomas Souverbie fait ses débuts en Top 14 le 30 mars 2024, remplaçant Thibault Daubagna lors d'une défaite survenue à la dernière minute au Stade Ernest-Wallon face au Stade toulousain. En juin 2024, il est appelé en équipe de France des moins de 20 ans pour participer au Championnat du monde junior en Afrique du Sud, aux côtés de Brent Liufau, Axel Desperes et Fabien Brau-Boirie.
La saison 2024-2025 voit Thomas Souverbie atteindre la finale du Supersevens 2024 et intégrer régulièrement le groupe professionnel en raison de la blessure de Dan Robson,. Il connaît sa première titularisation lors d'une rencontre de Challenge Cup face aux Newcastle Falcons. Le 31 mai 2025, Thomas Souverbie inscrit le premier essai de sa carrière professionnelle à la 81e minute du match de la dernière journée du Top 14 face au RC Vannes, contribuant à la victoire avec point de bonus de la Section paloise sur la pelouse du stade de la Rabine. En juin 2025, il prolonge son contrat avec la Section paloise pour une saison supplémentaire.

## Palmarès
Néant